# Lamborghini Portofino
La Lamborghini Portofino, chiamato anche Chrysler Portofino, è una concept car realizzata dalla casa automobilistica italiana Lamborghini nel 1987. Sviluppata per Lamborghini da Kevin Verduyn, designer di Chrysler, è stata presentata al Salone dell'automobile di Francoforte del 1987.

## Storia

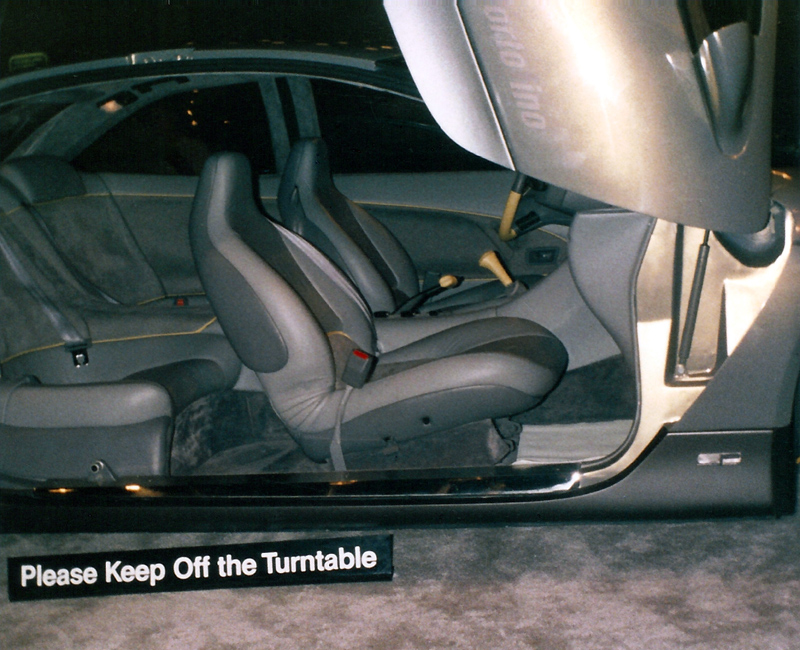
Interni di una Lamborghini Portofino esposta al Miami Auto Show 1986

Nel 1986, Kevin Verduyn progettò una concept car per Chrysler chiamato Navajo. Il veicolo non fu mai realizzato e rimase allo stato di progettazione come modello in terracotta. Quando Chrysler acquisì la Lamborghini nel 1987, il design della Navajo fu ripreso con alcune piccole modifiche, dando origine alla Portofino.
La Portofino fu costruito dalla Carrozzeria Coggiola di Torino usando come base il telaio di una Jalpa allungato, mantenendo layout meccanico a motore centrale-traversale e trazione posteriore, con il propulsore che era il medesimo 3,5 litri V8 della Jalpa da circa 255 CV abbinato a un cambio manuale a 5 marce. La caratteristica principale della Portofino erano le porte ad apertura a serramanico e l'abitacolo senza montante centrale. Le porte anteriori ruotavano in avanti come nella Countach, mentre le posteriori anch'esse a serramanico ruotavano verso la parte posteriore. Il logo sul posto sul cofano anteriore mostrava il toro simbolo della Lamborghini posto all'interno del pentagono simbolo della Chrysler.
Solo un esemplare della Portofino venne costruito, con numero di telaio #LC0001. Nel 1991 la vettura fu gravemente danneggiata in un incidente, ma la Chrysler la fece restaurare ed la mise in esposizione mostra presso la propria sede di Chrysler ad Auburn Hills, nel Michigan.
Anche se la Portofino era solo un concetto di stile e la Chrysler allora proprietaria della Lamborghini non l'avrebbe prodotta, il design influenzò e venne ripreso in alcuni elementi nelle vetture Chrysler negli anni seguenti. Molti aspetti del design e alcuni elementi degli interni vennero ripresi sui veicolo della famiglia Chrysler LH, come la Chrysler Concorde, la Dodge Intrepid e la Eagle Vision. I fari triangolari e i doppi indicatori posteriori dentellati furono parzialmente ripresi sulla Dodge Intrepid di prima generazione.